# Мирагая (Лориньян)
Мирага́я (порт. Miragaia) — район (фрегезия) в Португалии, входит в округ Лиссабон. Является составной частью муниципалитета Лориньян. По старому административному делению входил в провинцию Эштремадура. Входит в экономико-статистический субрегион Оэште, который входит в Центральный регион. Население составляет 2000 человек на 2001 год. Занимает площадь 13,2 км².
Покровителем района считается Святой Лоренсо (порт. São Lourenço).

## Демография
| 1981 | 1991 | 2004 |
| 3441 | 1765 | 2000 |